# 중화민국 해군의 부대 목록
다음은 중화민국 해군의 조직 구조이다.

## 해군사령부

### 지도부
- 해군사령
- 해군부사령
- 참모장
- 부참모장
- 사관감독장

### 부서
- 政治作戰室 정치작전실
- 督察長室 감찰장실
- 人事軍務處 인사군무처
- 軍事情報處 군사정보처
- 戰備訓練處 전비훈련처
- 後勤處 후근처(군수)
- 計畫處 계획처
- 戰鬥系統處 전투계통처
- 主計處 주계처

### 산하기관
- 海軍艦隊指揮部 해군함대지휘부
- 陸戰隊指揮部 육전대지휘부
- 海軍教育訓練暨準則發展指揮部 해군교육훈련준칙발전지휘부
- 海軍保修指揮部 해군보수지휘부
- 중화민국 해군항공대

## 해군함대지휘부
- 함대
  - 第一二四艦隊 제124함대
  - 第一三一艦隊 제131함대
  - 第一四六艦隊 제146함대
  - 第一五一艦隊 제151함대
  - 第一六八艦隊 제168함대
  - 第一九二艦隊 제192함대
- 전대
  - 第二五六戰隊 제256전대
  - 第二六一戰隊 제261전대
- 지휘부
  - 海軍海洋監偵指揮部 해군해양감정지휘부 (감시 정탐)
  - 金門基地指揮部 진먼 기지지휘부
  - 馬祖基地指揮部 마쭈 기지지휘부
  - 東引基地指揮部 둥인 기지지휘부
- 대대
  - 海軍反潛航空大隊 해군반잠항공대대
  - 海軍海鋒大隊 해군해봉대대
  - 海上戰術偵蒐大隊 해상전술정수대대 (정찰 및 수렵(사냥)))

## 육전대지휘부
- 陸戰六六旅 제66육전여단
- 陸戰九九旅 제99육전여단
- 防空警衛群 방공경위군
- 烏坵守備大隊 우추 수비대대
- 兩棲偵搜大隊 양서정찰대대
- 登陸戰車大隊 등륙전차대대
- 戰鬥支援大隊 전투지원대대
- 三軍聯合作戰訓練基地指揮部 3군연합자전훈련기지지휘부

## 해군교육훈련준칙발전지휘부
- 海軍技術學校 해군기술학교
- 海軍新兵訓練中心 해군신병훈련소
- 海軍陸戰隊學校 해군육전대 학교
- 海軍陸戰隊新兵訓練中心 해군육전대 신병훈련소

## 해군보수지휘부
- 地區後勤指揮部 지구후근지휘부
- 戰鬥系統工廠 전투계총공창
- 補給總庫 보급총고

## 그외 직할 단위
- 海軍軍官學校해군군관학교
- 造船發展中心조함발촉소
- 通信系統指揮部 통신계총지휘부
- 大氣海洋局 대기해양국
- 勤務大隊 근무대대
- 國軍南區人才招募中心 국군남구인재소집원

## 같이 보기
- 중화민국 육군의 부대 목록
- 중화민국 공군의 부대 목록